# 周惠王
周惠王（？—前652年），姓姬，名閬，又名聞，東周第五代君主，諡惠。他是周釐王之子。
在位期间执政为虢公醜、周公忌父、宰孔。

## 紀年
- 周釐王五年（黃曆2021年/甲辰年/西曆前677年）姬閬繼位後，佔用蒍國的園圃飼養野獸，蒍國的人民不滿。
- 周惠王二年（黃曆2023年/丙午年/西曆前675年）五大夫作亂，立王子頹為周天子，惠王奔溫（今河南溫縣南），鄭厲公在櫟地（今禹州市）收容惠王。
- 周惠王四年（黃曆2025年/丙午年/西曆前673年）鄭厲公與虢國攻入周朝，協助平定“子頹之亂”，惠王復辟，鄭國因功獲賜予虎牢（今河南滎陽汜水鎮）以東的地方，虢國也獲賜土地。
- 周惠王一四年（黃曆2035年/戊午年/西曆前663年）齊國救燕國伐山戎。
- 周惠王二一年（黃曆2042年/乙丑年/西曆前656年）齊國藉楚國沒有進貢而討伐楚國。
- 周惠王二二年（黃曆2043年/丙寅年/西曆前655年）晉獻公殺其世子申生，重耳、夷吾出逃。
- 周惠王二五年（黃曆2046年/己巳年/西曆前652年）惠王晚年宠爱幼子王子带，欲立為嗣，约郑联楚、晋以成此事，但此时齐桓公稱霸天下，与诸侯会盟力挺太子，周惠王未能如愿。周惠王駕崩后，太子周襄王即位。

《史記·周本紀》稱惠王在位25年，《左傳》稱周惠王在魯僖公七年（前653年）冬天駕崩。

## 家庭
- 王后：陈妫。
- 儿子：周襄王，东周第六代君主，諡號襄王。周惠王的兒子，《史記·周本紀》稱襄王在位32年，《左傳》稱襄王在魯文公八年（前619年）秋天去世。
- 儿子：王子带，周惠王之幼子。在东周春秋时代发动叛乱并称王。《史記·十二諸侯年表》載「惠王五年，惠后生叔帶」，食邑于甘（今河南洛阳市南），谥昭，故又称甘昭公。